# L'Apocalypse (Buffy)
Pour les articles homonymes, voir The Gift et Apocalypse (homonymie).
L'Apocalypse est le 22e et dernier épisode de la saison 5 de la série télévisée Buffy contre les vampires. C'est aussi le centième de la série, et il aurait pu être le dernier, puisqu'il s'achève par le sacrifice et la mort de l'héroïne. Il est écrit et réalisé par Joss Whedon, le créateur de la série.

## Résumé
Après avoir sorti Buffy de sa catatonie, le Scooby-gang s'organise pour contrer Gloria à la boutique de magie. Si la déesse parvient à aller au bout du rituel, c'est-à-dire répandre le sang de Dawn, le portail vers sa dimension démoniaque s'ouvrira et cela apportera l'Apocalypse. Le seul moyen de sauver le monde sera alors de supprimer cette dernière. Buffy fait clairement comprendre à ses amis que, si le portail s'ouvre, elle défendra sa sœur jusqu'à la mort et celle du monde. Anya suggère à la Tueuse de combattre la déesse avec la masse du troll Olaf (vue dans l'épisode Triangle). Ensuite, Willow discute avec sa meilleure amie sur l'élaboration d'un sort qui blesserait Gloria et redonnerait la santé mentale à Tara. Buffy lui avoue que la sorcière est sa meilleure arme. Au sous-sol de la boutique de magie, Alex et Anya font l'amour. Il lui promet le mariage si jamais ils survivent. L'heure approche et tout le monde se prépare. Spike et Buffy vont chercher des armes chez elle. Sur le seuil, elle invite le vampire à entrer chez elle. Ce dernier lui jure de protéger Dawn jusqu'au bout et lui avoue à nouveau ses sentiments.
Pendant ce temps, Dawn essaye par tous les moyens de faire réapparaître Gloria. Elle est furieuse contre Ben à cause du marché qu'il a accepté. La déesse n'est pas de son avis et lui fait comprendre que la plupart des humains ne résisteraient pas à une telle offre. Alors que la jeune fille espère vraiment que Buffy va venir, Gloria ordonne à ses esclaves d'aller l'attacher en haut de la tour. Le rituel s'annonce. Cependant, grâce à Tara, que son état attire irrésistiblement vers la Clé, le groupe sait où doit se dérouler le rituel.   
Tara conduit le groupe jusqu'à une tour en construction, au sommet de laquelle Dawn est attachée. Willow passe à l'action, utilise la magie pour rendre son état normal à sa compagne et affaiblit fortement, par la même occasion, Gloria. Cette dernière retrouve sa force pendant son combat contre la Tueuse qui, avec la masse du troll Olaf, parvient à blesser gravement la déesse qui retrouve alors l'apparence de Ben. Buffy, incapable de le tuer, lui ordonne de quitter Sunnydale pour toujours. Une fois qu'elle est partie, Giles arrive et étouffe mortellement le jeune homme pour éviter tout risque de retour de Gloria. Pendant ce temps, Dawn est rejointe par Doc qui, après s'être débarrassé de Spike en le jetant du haut de la tour, l'entaille pour faire couler son sang, ce qui active le portail. Buffy vient la sauver, précipite à son tour Doc dans le vide, mais il est trop tard, car le portail est ouvert et l'Apocalypse débute, car des monstres y surgissent. Les maisons prennent des caractères démoniaques, les rues s'ouvrent provoquant la panique, un dragon apparaît, des tremblements de terre se manifestent et certains murs s'effondrent.
Elle repense alors aux paroles de la Première Tueuse, selon lesquelles la mort est son cadeau et décide, après avoir fait ses adieux à sa sœur, de sauter dans le portail pour le refermer avec son propre sang (qui est le même que celui de Dawn). Le portail se referme et le monde est sauvé, mais le groupe retrouve le corps sans vie de la Tueuse au pied de la tour. Tous pleurent la mort de leur amie. La saison se termine sur la pierre tombale de Buffy avec l'épitaphe : « Buffy Anne Summers, 1981-2001, sœur bien-aimée, amie dévouée, elle a souvent sauvé le monde ».

## Production
Joss Whedon a tout d'abord conçu cet épisode en ayant dans l'idée qu'il serait le dernier de la série et qu'il y ferait mourir Buffy. Il a donc voulu en faire un retour aux sources et un résumé de l'esprit de la série, comme on le voit au début de l'épisode quand Buffy tue un vampire tout ce qu'il y a de plus commun. Par la suite, Whedon savait que la série allait se poursuivre mais il a tout de même gardé son idée originelle pour faire de ce centième épisode un moment mémorable où Buffy apprend enfin la véritable signification d'être une Tueuse et se sacrifie pour cela.